# Sogni di sogni
Sogni di sogni è una raccolta di racconti brevi di Antonio Tabucchi pubblicata nel 1992 presso Sellerio Editore.
Ogni racconto è il sogno immaginario di un artista di diverse epoche storiche, dall'antichità mitica fino al novecento.

## I racconti

### Sogno di Dedalo, architetto e aviatore
Il costruttore cretese Dedalo sogna di liberare dalla prigionia di un labirinto un ragazzo dalla testa di toro.

### Sogno di Publio Ovidio Nasone, poeta e cortigiano
Il poeta romano Ovidio, in esilio sul Mar Nero, sogna di trasformarsi in una gigantesca farfalla per cantare le lodi all'Imperatore e ottenerne il perdono

### Sogno di Lucio Apuleio, scrittore e mago
Nel 165 e.v., a Cartagine, lo scrittore Apuleio sogna un asino parlante che gli rivela di essere in realtà il suo fraterno amico Lucio.

### Sogno di Cecco Angiolieri, poeta e bestemmiatore
Nel 1309 in un lazzaretto di Siena il poeta Cecco Angiolieri, devastato dal fuoco di Sant'Antonio, ha un sogno mistico.

### Sogno di François Villon, poeta e malfattore
Il giorno di Natale del 1451 François Villon sogna che un lebbroso lo conduce nel bosco dove è stato impiccato suo fratello. Nel bosco vede tanti impiccati ma non se ne cura e va avanti, solo quando vede il corpo morto di suo fratello lo poggia a terra e lo bacia. Allora il fratello gli parla.

### Sogno di François Rabelais, scrittore e frate smesso
Nel 1532 in un ospedale di Lione il medico François Rabelais sogna di essere seduto a tavola con un gigante dall'appetito insaziabile di nome Pantagruele.

### Sogno di Michelangelo Merisi, detto il Caravaggio, pittore e uomo iracondo
Il 1 gennaio 1599 Caravaggio ha un sogno mistico che lo indurrà a dipingere la Vocazione di san Matteo.

### Sogno di Francisco Goya y Lucientes, pittore e visionario
Il 1 maggio 1820 Goya ha un sogno confuso nel quale appaiono elementi di suoi futuri dipinti, in modo particolare le Pinturas Negras.

### Sogno di Samuel Taylor Coleridge, poeta e oppiomane
Nel 1801 il poeta Coleridge ha un delirio da oppio nel quale sogna elementi de La ballata del vecchio marinaio che ancora deve scrivere.

### Sogno di Giacomo Leopardi, poeta e lunatico
Nel 1827 a Pisa, Giacomo Leopardi sogna di essere un pastore guidato dalle sue pecore.

### Sogno di Carlo Collodi, scrittore e censore teatrale
La notte di natale del 1882 il giornalista Carlo Collodi sogna di trovarsi in mare su una barchetta; ingoiato da una balena, trova nel suo ventre una ragazza dai capelli azzurri e un bambino con un cappello di mollica di pane.

### Sogno di Robert Louis Stevenson, scrittore e viaggiatore
All'età di 15 anni, ricoverato in un ospedale di Edimburgo, il futuro scrittore Robert Louis Stevenson sogna di essere al timone di una nave che vola come un pallone aerostatico fino a un'isola dal clima tropicale.

### Sogno di Arthur Rimbaud, poeta e vagabondo
Tornato a Marsiglia per curarsi un tumore al ginocchio, il poeta Arthur Rimbaud ricoverato in ospedale sogna di trovare ospitalità presso una donna mentre è in cammino per raggiungere la Comune di Parigi.

### Sogno di Anton Čechov, scrittore e medico
Nel 1890, in visita ai deportati sulla lontana isola di Sachalin, il dottore  Anton Čechov sogna di trovarsi in un ospedale, costretto in una camicia di forza.

### Sogno di Achille-Claude Debussy, musicista e esteta
Una notte del 1893 Claude Debussy ha un sogno erotico ambientato su una spiaggia toscana.

### Sogno di Henri de Toulouse-Lautrec, pittore e uomo infelice
Nel 1890 in una casa di tolleranza di Parigi, il pittore Toulouse-Lautrec sogna di trovarsi nelle campagne della sua città, Albi, e di avere la capacità di allungare a piacere le proprie gambe, deformi dalla nascita.

### Sogno di Fernando Pessoa, poeta e fingitore
Il 7 marzo 1914 lo scrittore Fernando Pessoa sogna di prendere il treno a Lisbona e di arrivare in una stazione del Sudafrica dove è atteso a casa del signor Caeiro, uno degli eteronimi che userà nella sua carriera di scrittore; al risveglio il giorno dopo, inizia a dare voce alla propria poesia.

### Sogno di Vladímir Majakovskij, poeta e rivoluzionario
Nel suo ultimo mese di vita prima del suicidio nell'aprile 1930, lo scrittore Vladimir Vladimirovič Majakovskij fa ancora il sogno ricorrente che lo perseguita ogni notte da un anno: sceso dal treno della metropolitana di Mosca viene fermato da uomini in borghese che lo portano in una sede della polizia politica per essere interrogato.

### Sogno di Federico García Lorca, poeta e antifascista
La vigilia della morte, nell'agosto 1936, il poeta Federico García Lorca sogna nella sua casa di Granada che alcuni soldati lo prendono in giro per la sua omosessualità.

### Sogno del dottor Sigmund Freud, interprete dei sogni altrui
Il 22 settembre 1939, la vigilia della morte, Sigmund Freud sogna di essere la sua paziente Dora, mentre tutta Vienna sa delle sue turbe sessuali.

## Edizioni
- Antonio Tabucchi, Sogni di sogni, 1ª ed., Palermo, Sellerio, 1992, ISBN 9788838908644.